# Пољско-шведски рат (1655—1660)
Шведско-пољски рат, познат и као Други северни рат (Први или Мали северни рат), вођен у периоду 1655—1660. године, трећи је ратни сукоб Шведске и Пољске. Овај рат је у Пољској историографији познат као „Потоп“.

## Увод

### Криза у Пољској и Литванији
Пољско-литванска унија, под влашћу изабраног краља Јана Казимира, пролазила је средином 17. века кроз велике тешкоће.
–
Први проблем био је устанак козака Богдана Хмељницког у савезу са Татарима, који је од 1648. захватио читаву Украјину.
Други проблем била је политичка анархија, пошто је изборна краљевска власт била је ослабљена у корист Сејма, скупштине племића, који је од 1651. усвојио "liberum veto", по којем је један глас против био довољан да поништи сваку одлуку већине: тако су и извршна, и законодавна власт у Пољској постале потпуно беспомоћне.

### Рат са Русијом
Да ситуација буде гора, украјински козаци су се 1654. покорили Русији, и у Руско-пољском рату (1654—1667) руска војска је готово без отпора заузела Украјину и Белорусију , 8. августа 1655. заузела и спалила Вилно, престоницу Литваније и опсела Лавов.
Заузетост Пољске на истоку је искористио Шведски краљ, Карл X Густав, коме је као повод за рат послужила претензија Јана Казимира, из шведске династије Ваза, на шведску круну.

## Рат

### Издаја великаша и шведска окупација
Од 1. јула 1655. године Карл X Густав је са око 40.000 војника, уз помоћ издаје литванских и дела пољских феудалаца, продро је преко Поморја, Бранденбурга и Литваније у Пољску. Већ 8. септембра 1655. заузео је Варшаву и већи део пољске територије, готово без отпора, пошто су пољска властела, па чак и војска прешле на његову страну. Јан Казимир је побегао у Аустрију и успостављен је окупаторски режим, којим је највише било погођено сељаштво и католичка црква.
Протестантска шведска војска, пљачкајући села и градове и скрнавећи католичке цркве и манастире, изазвала је побуну католичког становништва Пољске.

### Устанак и ослобођење Варшаве
Чувени манастир Јасна Гора, код Ченстохове, успешно се одупро шведској опсади, што је читава католичка Пољска поздравила као чудо: верски занос је ојачао, и католички свештеници подигли су пољске сељаке на оружје.
Међународна ситуација се променила крајем 1655, када кримски Татари постају савезници Пољака и присиљавају Русе на повлачење. Јан Казимир се враћа у земљу, и почиње општи рат против Швеђана.
До маја 1656. године ослобођен је већи део Литваније, Пољске с Варшавом и низом других градова. Швеђани се повлаче, а тада их напушта и већина пољских феудалаца.

### Инвазија Бранденбурга и Трансилваније
Шведски краљ Карло X закључује 1656. споразум с Бранденбургом против Пољске. Шведске снаге, појачане бранденбуршким (14-18.000 људи) прелазе у офанзиву у јулу 1656, поново заузимају Варшаву и приморавају устанике на повлачење, али даље напредовање Швеђана омета Царска Русија, која крајем 1655. године прекида рат са Пољском и објављује рат Шведској због Финске и Ливоније. Руска офанзива против Швеђана на прибалтику олакшава напредовање пољских устаника.
У таквој ситуацији, 1657. године Шведска склапа савез са Фрањом Ракоцијем, кнезом Трансилваније, о подели Пољске. Трансилванске снаге (око 40.000 људи) у јулу 1657. године продиру преко Карпата у Пољску и спајају се са Швеђанима. Пољска склапа савез са Данском, коме се маја 1658. године придружује и Аустрија, након чега се и Бранденбург окреће против Швеђана. Шведске и ердељске снаге натеране су на повлачење из Пољске.
Да би повратили своје поседе у Украјини и Белорусији, пољски феудалци већ у јуну 1658. настављају рат против Русије, која склапа мир са Шведском.

### Мир у Оливи
Пољска води рат на две стране, али ипак успева да потисне Швеђане из највећег дела балтичких приморских области, па чак 1658-59. пољска војска учествује у борбама против Швеђана у Данској. Међутим, због све већег ангажовања у рату против Русије, а под притиском Француске, Енглеске и Холандије, Пољска је принуђена да 1660. године закључи мир у Оливи са Шведском. По одредбама овог мира, Пољска је задржала Померанију, али је шведско присуство на Балтику угрожавало њен суверенитет.

## Последице
Рат се завршио Пировом победом за Пољско-литванску унију: Швеђани су присљени да се повуку, али готово цела земља је била разрушена.
Јан Казимир се миром у Оливи 1660. одрекао полагања права на шведски трон и Швеђанима је предао Ливонију и град Ригу.
Рат са Русијом настављен је све до 1667. : миром у Андрусову Пољска је уступила Русији Смоленск, Кијев и Украјину источно од Дњепра.
Уговорима у Оливи и Андрусову Пољско-литванска унија изгубила је петину територије, док су људски и материјални губици били огромни, а равнотежа снага у источној Европи окренула се у корист Русије.

## У пољској култури
Овај рат је детаљно описан у роману "Потоп" пољског нобеловца Хенрика Сјенкјевича из 1886.
Пољски филм "Потоп" снимљен је 1974.